# Alexander Hamilton, X duca di Hamilton
Alexander Hamilton, X duca di Hamilton (Londra, 3 ottobre 1767 – Londra, 18 agosto 1852), è stato un nobile, politico e collezionista d'arte scozzese.

## Biografia

### Infanzia ed educazione

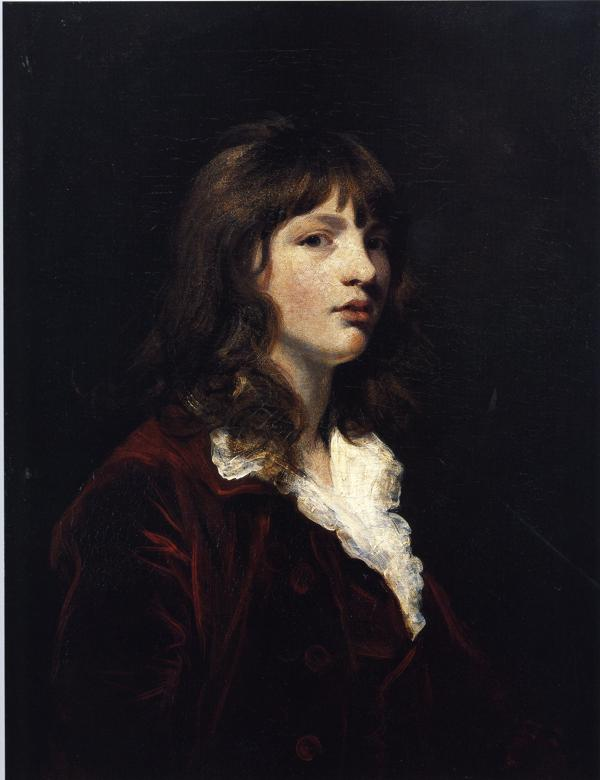
Alexander Hamilton a 15 anni, ritratto da Joshua Reynolds

Nato il 3 ottobre 1767 a St. James Square, Londra, era il figlio di Archibald Hamilton, IX duca di Hamilton, e di sua moglie Harriet Stewart. Venne istruito a Harrow School ed al Christ Church di Oxford.

### Matrimonio
Sposò il 26 aprile del 1810 Susan Eufemia Beckford, figlia di William Beckford e di lady Margaret Gordon, a sua volta figlia di Charles Gordon, IV conte di Aboyne.

### Carriera politica e ascesa al Ducato di Hamilton

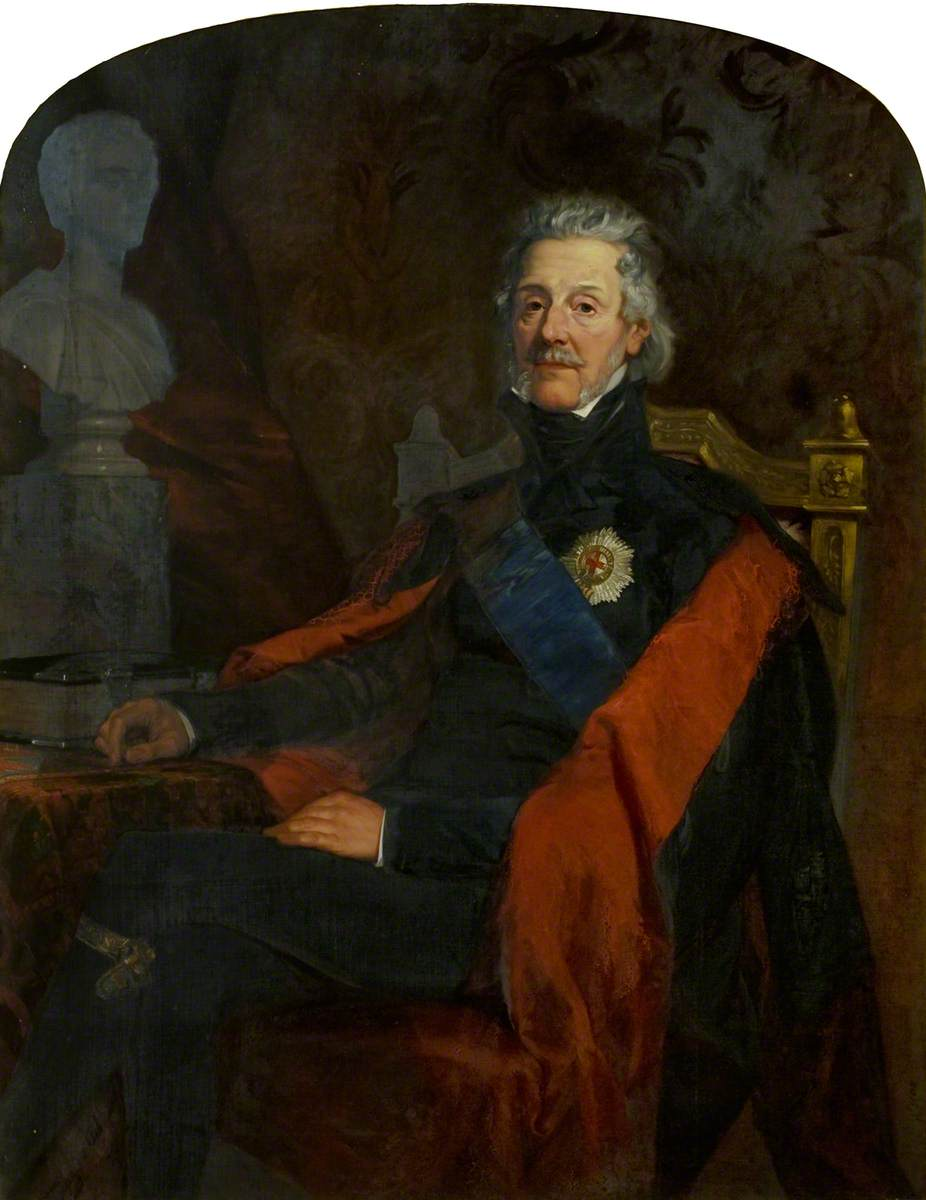
Alexander, duca di Hamilton, ritratto da Willis Maddox nel 1852

Hamilton era di tendenze politiche Whig, e la sua carriera politica iniziò nel 1802, quando divenne deputato per Lancaster. Rimase nella Camera dei comuni fino al 1806, quando fu nominato al Consiglio della Corona e divenne ambasciatore alla corte di San Pietroburgo fino al 1807. Fu ancora lord luogotenente del Lanarkshire (1802-1852). Ha ricevuto i numerosi titoli alla morte del padre, nel 1819. Fu lord High Steward all'incoronazione del re Guglielmo IV nel 1831 e all'incoronazione della regina Vittoria nel 1838, e rimane l'ultima persona ad aver svolto questo compito due volte. Divenne cavaliere della Giarrettiera nel 1836 e fu gran maestro della Massoneria (in Scozia) tra il 1820 e il 1822. Ricoprì la carica di presidente della Società agricola e del Highland scozzesi tra il 1827 e il 1831 e la carica di trustee del British Museum tra il 1834 e il 1852.
Ebbe un forte interesse per l'antico Egitto, e fu impressionato dal lavoro di Thomas Pettigrew.

### Morte ed eredità
Morì il 18 agosto 1852 all'età di 84 anni e fu sepolto il 4 settembre 1852 a palazzo Hamilton. In conformità con la sua volontà, il suo corpo venne mummificato dopo la sua morte e fu posto in un sarcofago del periodo tolemaico che aveva originariamente acquistato a Parigi nel 1836 apparentemente per il British Museum. Allo stesso tempo, aveva acquistato il sarcofago di Pabasa, che ora si trova al Kelvingrove Art Gallery and Museum.
Nel 1842 Hamilton aveva iniziato la costruzione del mausoleo Hamilton, che servì come tomba per i Duchi di Hamilton, dal suo completamento nel 1858 fino al 1921, quando la demolizione del palazzo costrinse a traslare i defunti al cimitero Bent a Hamilton, dove giace ancora sepolto nel suo sarcofago.
La sua collezione di dipinti, oggetti, libri e manoscritti venne venduta per £ 397.562 nel mese di luglio 1882. I manoscritti sono stati acquistati dal governo tedesco per £ 80.000. Alcuni sono stati riacquistati dal governo britannico e ora sono al British Museum.

## Discendenza
Alexander e Susan Eufemia Beckford ebbero due figli:
- William Hamilton, XI duca di Hamilton (19 febbraio 1811-15 luglio 1863), sposò la principessa Maria Amelia di Baden;
- Lady Susan Hamilton (9 giugno 1814-28 novembre 1889), sposò in prime nozze Henry Pelham-Clinton, V duca di Newcastle, ebbero cinque figli, e in seconde nozze Horatio Walpole, IV conte di Orford, ebbero un figlio.

## Ascendenza
|                                         |                                    |                                          | Genitori                                    |  |  | Nonni |  |  | Bisnonni                            |  |  | Trisnonni                           |  |
|                                         |                                    |                                          |                                             |  |  |       |  |  | James Hamilton, IV duca di Hamilton |  |  | William Douglas, I conte di Selkirk |  |
|                                         |                                    |                                          |                                             |  |  |       |  |  | James Hamilton, IV duca di Hamilton |  |  | William Douglas, I conte di Selkirk |  |
|                                         |                                    | Anne Hamilton, III duchessa di Hamilton  |                                             |  |  |       |  |  | James Hamilton, IV duca di Hamilton |  |  |                                     |  |
| James Hamilton, V duca di Hamilton      |                                    |                                          |                                             |  |  |       |  |  | James Hamilton, IV duca di Hamilton |  |  |                                     |  |
|                                         |                                    | hon. Elizabeth Gerard                    | Digby Gerard, V barone Gerard               |  |  |       |  |  |                                     |  |  |                                     |  |
|                                         |                                    | hon. Elizabeth Gerard                    | Digby Gerard, V barone Gerard               |  |  |       |  |  |                                     |  |  |                                     |  |
|                                         |                                    | hon. Elizabeth Gerard                    | lady Elizabeth Gerard                       |  |  |       |  |  |                                     |  |  |                                     |  |
| Archibald Hamilton, IX duca di Hamilton |                                    | hon. Elizabeth Gerard                    |                                             |  |  |       |  |  |                                     |  |  |                                     |  |
|                                         |                                    | Edward Spencer                           | John Spencer                                |  |  |       |  |  |                                     |  |  |                                     |  |
|                                         |                                    | Edward Spencer                           | John Spencer                                |  |  |       |  |  |                                     |  |  |                                     |  |
|                                         |                                    | Edward Spencer                           | Anne Rivett                                 |  |  |       |  |  |                                     |  |  |                                     |  |
| Anne Spencer                            |                                    | Edward Spencer                           |                                             |  |  |       |  |  |                                     |  |  |                                     |  |
|                                         |                                    | Anne Baker                               | …                                           |  |  |       |  |  |                                     |  |  |                                     |  |
|                                         |                                    | Anne Baker                               | …                                           |  |  |       |  |  |                                     |  |  |                                     |  |
|                                         |                                    | Anne Baker                               | …                                           |  |  |       |  |  |                                     |  |  |                                     |  |
| Alexander Hamilton, X duca di Hamilton  |                                    | Anne Baker                               |                                             |  |  |       |  |  |                                     |  |  |                                     |  |
|                                         | James Stewart, V conte di Galloway | Alexander Stewart, III conte di Galloway |                                             |  |  |       |  |  |                                     |  |  |                                     |  |
|                                         | James Stewart, V conte di Galloway | Alexander Stewart, III conte di Galloway |                                             |  |  |       |  |  |                                     |  |  |                                     |  |
|                                         | James Stewart, V conte di Galloway | lady Mary Douglas                        |                                             |  |  |       |  |  |                                     |  |  |                                     |  |
| Alexander Stewart, VI conte di Galloway | James Stewart, V conte di Galloway |                                          |                                             |  |  |       |  |  |                                     |  |  |                                     |  |
|                                         |                                    | lady Catherine Montgomerie               | Alexander Montgomerie, IX conte di Eglinton |  |  |       |  |  |                                     |  |  |                                     |  |
|                                         |                                    | lady Catherine Montgomerie               | Alexander Montgomerie, IX conte di Eglinton |  |  |       |  |  |                                     |  |  |                                     |  |
|                                         |                                    | lady Catherine Montgomerie               | Margaret Cochrane                           |  |  |       |  |  |                                     |  |  |                                     |  |
| lady Harriet Stewart                    |                                    | lady Catherine Montgomerie               |                                             |  |  |       |  |  |                                     |  |  |                                     |  |
|                                         |                                    | John Cochrane, IV conte di Dundonald     | John Cochrane, II conte di Dundonald        |  |  |       |  |  |                                     |  |  |                                     |  |
|                                         |                                    | John Cochrane, IV conte di Dundonald     | John Cochrane, II conte di Dundonald        |  |  |       |  |  |                                     |  |  |                                     |  |
|                                         |                                    | John Cochrane, IV conte di Dundonald     | lady Susanna Hamilton                       |  |  |       |  |  |                                     |  |  |                                     |  |
| lady Catherine Cochrane                 |                                    | John Cochrane, IV conte di Dundonald     |                                             |  |  |       |  |  |                                     |  |  |                                     |  |
|                                         |                                    | lady Anne Murray                         | Charles Murray, I conte di Dunmore          |  |  |       |  |  |                                     |  |  |                                     |  |
|                                         |                                    | lady Anne Murray                         | Charles Murray, I conte di Dunmore          |  |  |       |  |  |                                     |  |  |                                     |  |
|                                         |                                    | lady Anne Murray                         | Catherine Watts                             |  |  |       |  |  |                                     |  |  |                                     |  |
|                                         |                                    | lady Anne Murray                         |                                             |  |  |       |  |  |                                     |  |  |                                     |  |